# Oberto I
Oberto I Obizzo (también Otbert) (muerto el 15 de octubre de 975) fue un conde palatino italiano que fue conde de Milán desde 951. Es el miembro más antiguo conocido de la  Casa Obertenga.

## Biografía
Oberto I heredó el condado de Milán de su padre, Adalberto el Margrave. 
En 960, Oberto tuvo que refugiarse en Alemania pero al año siguiente el papa Juan XII pidió al emperador Otón I de Alemania que le protegiese de Berengario II. Otón tomó en control de Italia y reorganizó la administración del sureste de Italia dividiendo el territorio en tres marcas que tomaron el nombre de sus adjudicatarios: la marca Aleramica fue adjudicada al conde Aleramo de Montferrato, la marca Obertenga al conde Oberto I y la marca Arduinica fue para Arduin Glaber. De este modo Oberto pudo regresar a Italia con su título de conde palatino más que ratificado. Su marca, que suponía las tierras del este de Liguria, en ocasiones fue llamada marca de Milán o marca Januensis o de Génova. Oberto tenía bajo su control las ciudades de Génova, Milán, Luni, Tortona, Parma, y Piacenza.
Oberto fue sucedido por sus hijos Adalberto II y Oberto II. Su biznieto Alberto Azzo II fue el fundador de la Casa de Este